# Jacob Martinus van Doorninck
Jacob Martinus van Doorninck (Zwolle, 2 maart 1883 − Doorn, 25 maart 1954) was een Nederlands burgemeester.

## Biografie
Van Doorninck was een telg uit het in het Nederland's Patriciaat opgenomen geslacht Van Doorninck en een zoon van de archivaris en publicist mr. Jan Izaäc van Doorninck (1840-1889) en Alida Adolphine Anspach (1846-1907), dochter van de theoloog en predikant ds. Jan Adolph Anspach (1803-1885). Hij trouwde in 1909 met Willemina Adriana Emmarentia Ninaber (1889) met wie hij vier kinderen kreeg van wie twee het eerste levensjaar niet haalden; echtscheiding volgde in 1919. Hij hertrouwde met Elizabeth Jacoba Westerink (1894).
Van Doorninck was vanaf 1909 burgemeester van Stavenisse, bij zijn benoeming met 25 jaar de jongste burgemeester van Nederland, tot dat hij werd benoemd in 1915 tot burgemeester van Oudewater. Dat laatste ambt zou hij, met een onderbreking in de Tweede Wereldoorlog door een NSB-burgemeester, tot zijn pensioen in 1948 blijven vervullen. Hij was fel anti-Duits waardoor hij in februari 1942 werd ontslagen en gevangengezet in het Kamp Sint-Michielsgestel waaruit hij op 5 juni 1945 terugkeerde naar Oudewater waar hij opnieuw zijn ambt opnam. Hij was Ridder in de Orde van Oranje-Nassau. Hij overleed in Doorn op 71-jarige leeftijd.